# Turismo a Delhi

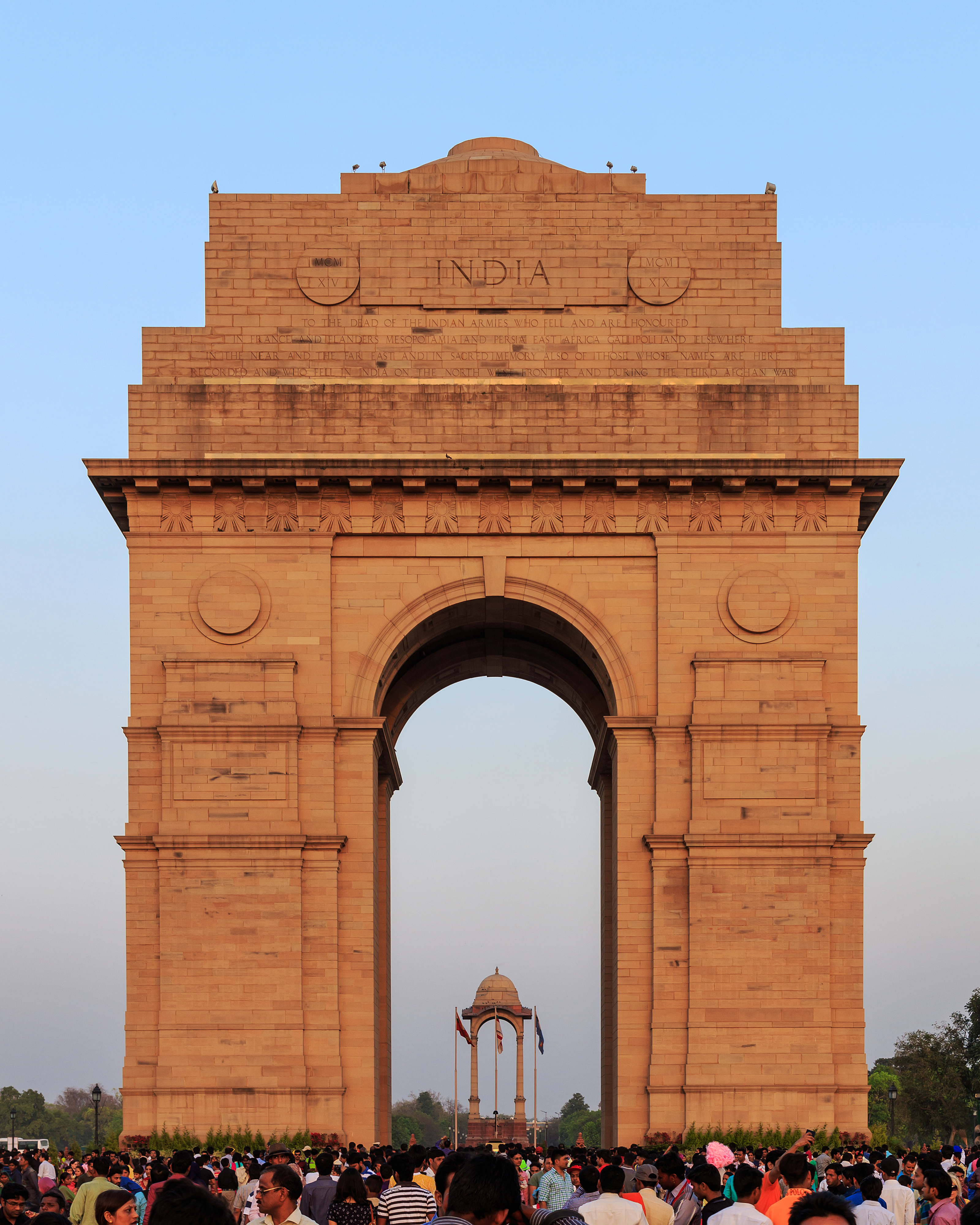
La Porta dell'India o India Gate.

Il turismo a Delhi (Vecchia Delhi più Nuova Delhi), essendo questa una delle storiche capitali del mondo, contiene in sé una svariata molteplicità di luoghi di interesse turistico ed attrazioni di vario genere.
A Vecchia Delhi si possono trovare attrazioni come moschee e monumenti tra i più rilevanti che rappresentano la storia dell'India; tra i luoghi più importanti di Old Delhi è incluso il maestoso Forte rosso. Nuova Delhi , d'altra parte, è una città moderna progettata da Edwin Lutyens e Herbert Baker; essa ospita numerosi edifici governativi e ambasciate, oltre a luoghi di interesse storico.
Il Qutb Minar, oltre al succitato Red Fort e la Tomba di Humayun, sono elencati dall'UNESCO nella loro qualità di Patrimonio mondiale dell'umanità.

## Delhi di Luytens
L'India Gate è un memoriale creato in onore dei soldati indiani morti durante la seconda guerra anglo-afghana, la prima guerra mondiale e la terza guerra anglo-afghana. I nomi dei caduti di queste guerre sono incisi sulle pareti. Il cenotafio (o santuario) posto al centro è costruito con marmo nero e descrive un fucile abbinato ad un casco da soldato dell'epoca; ogni faccia del cenotafio ha inscritte in oro le parole "Amar Jawan" (in hindi significa guerriero immortale).
I prati verdi circostanti dell'India Gate sono un popolare luogo d'incontro serale e feste. Annualmente durante le celebrazioni della "Festa della Repubblica" realizzata a Delhi, gli uomini dell'esercito e di altri cittadini indiani marciano attraverso il Rajpath.
Il Sansad Bhavan o palazzo del parlamento indiano è un edificio circolare progettato dagli architetti inglesi Sir Edwin Lutyens e Sir Herbert Baker negli anni tra il 1912-13. La costruzione iniziò però solo nel 1921, e nel 1927 l'edificio è stato aperto come la sede del Consiglio di Stato, l'Assemblea legislativa centrale e la Camera dei Principi.
Il Rashtrapati Bhavan, costruito con un mix di stili indiani-europei-mughal, è stato originariamente costruito per il governatore generale dell'India. Inaugurato nel 1931 come Residenza vicereale, il nome fu cambiato nel 1959 dopo che l'India divenne una repubblica. Ora è il Palazzo Presidenziale.
Connaught Place è nota tra i turisti per la sua vivace atmosfera È stato il punto caldo sia per gli uomini d'affari che per i visitatori provenienti sia dal paese che dall'estero. L'attuale Connaught Place interpreta il ruolo di un centro accogliente per i turisti fai da te che sono attratti verso le destinazioni più popolari partendo proprio da qui. Alcuni luoghi importanti da visitare sono l'antico tempio di Hanuman, lo Jantar Mantar (Nuova Delhi), un osservatorio astronomico del XVIII secolo, il monumento e sito archeologico di Agrasen ki Baoli e l'emporio di Stato con la raccolta di specialità etniche degli stati indiani.
Connaught Place è una strada programmata e destinata per il business con un'area circolare che è divisa in due cerchi nominati come "interno" ed "esterno". Janpath, un complesso commerciale a cielo aperto, si trova sulla strada che collega il cerchio interno ed esterno con Palika-Baazar, che è noto per essere il trend-setter dei mercati sotterranei indiani.
Connaught Place è invitante anche per i suoi alberghi di lusso, dove una varietà di strutture termali sono disponibili, con un'aura calmante e l'atmosfera piacevole.
I Lodhi Gardens, una volta chiamato Lady Willingdon Park, viene aperto nel 1930 per contenere monumenti risalenti al XV e al XVI secolo che sono sparsi tra i suoi prati ben tenuti, i fiori, gli alberi ombrosi e gli stagni. Durante le ore mattutine e le prime ore serali il giardino tentacolare è una delle mete preferite per gli appassionati di fitness e di chi è alla ricerca di solitudine.

## Monumenti Moghul
Il Purana Qila (Old Fort) è un ottimo esempio di architettura militare dell'epoca dei Moghul.
La decisione per la costruzione del Forte rosso (Red Fort) è stata fatta nel 1639, quando Shah Jahan ha scelto di spostare la capitale da Agra (India) a Delhi.
Il forte Salimgarh, che ora fa parte del complesso del Red Fort, è stato costruito su un'isola del fiume Yamuna (fiume) nel 1546.
Chandni Chowk è uno dei principali mercati a Delhi mantenendo viva la città vivente eredità del Shahjahanabad di Vecchia Delhi.
La Tomba di Safdarjung è una tomba giardino in un mausoleo di marmo.

## Monumenti precedenti
Il Qutb Minar si trova nel complesso cosiddetto Qutb, a Mehrauli in "South Delhi". È stato costruito da Qutb al-Din di Delhi, fondatore della dinastia dei mamelucchi di Delhi, che ha preso possesso di Delhi nel 1206. Si tratta di una torre rossa a scanalate in arenaria, che si assottiglia fino ad un'altezza di 72,5 metri ed è ricoperta di intagli intricati e versetti del Corano.
Il Qutb Minar è anche significativo per ciò che rappresenta nella storia della cultura indiana. In molti modi esso, essendo il primo monumento costruito da un sovrano musulmano in India, ha segnato l'inizio di un nuovo stile nell'arte ed architettura che è giunto sino a noi conosciuto come lo stile indo-islamico.
Quando Ghazi Malik ha fondato la dinastia Tughlaq nel 1321, ha costruito il più possente forte dell'epoca a Delhi intitolandolo Tughlaqabad, completato con grande velocità entro i primi quattro anni del suo governo.